# Buphagus africanus
Buphagus africanus là một loài chim trong họ Buphagidae.
Đây là loài bản địa thảo nguyên châu Phi cận Sahara từ Senegal đông sang Sudan. Nó là loài phổ biến nhất trong cùng phía đông của phạm vi của nó, nơi nó trùng lặp với Buphagus erythrorhynchus, mặc dù luôn luôn là loài đông đảo hơn khi ăn.
Chúng xây tổ trong lỗ cây lót bằng lông ngắt từ súc vật. Nó đẻ 2-3 trứng. Bên ngoài mùa sinh sản nó là khá thích giao du, tụ tập thành đàn lớn. Chim không trong mùa sinh sản hót trên con vật chủ của chúng vào ban đêm.
Loài chim này ăn côn trùng và ve. Cả tên gọi bằng tiếng Anh và tên khoa học phát sinh từ thói quen của loài này đậu trên động vật có vú hoang dã và thuần lớn như bò và ký sinh trùng ăn động vật chân đốt. Nó cũng sẽ đậu trên linh dương như linh dương đầu bò. Trong một ngày một chim trưởng thành sẽ ăn hơn 100 con ve Boophilus decoloratus hoặc 13.000 ấu trùng.
Tuy nhiên, thức ăn ưa thích của chúng là máu, và trong khi chúng có thể mất ve đeo bám với máu, chúng cũng ăn nó trực tiếp, chúng mổ vào vết thương của động vật có vú.

## Hình ảnh

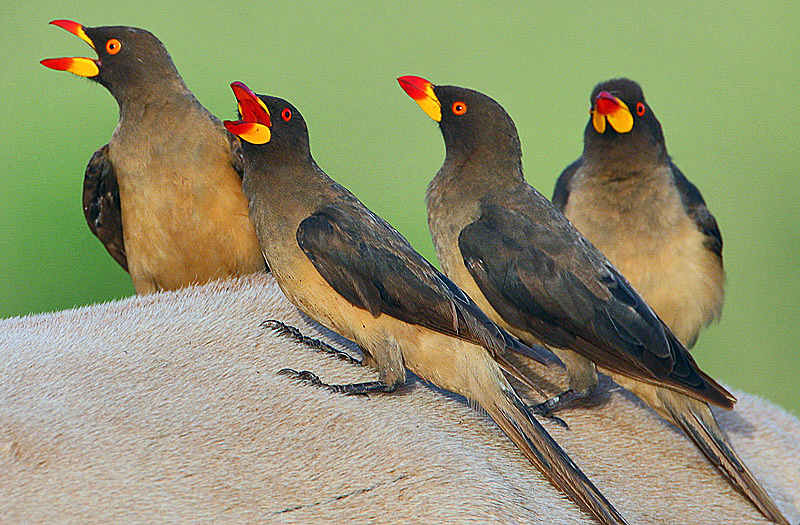
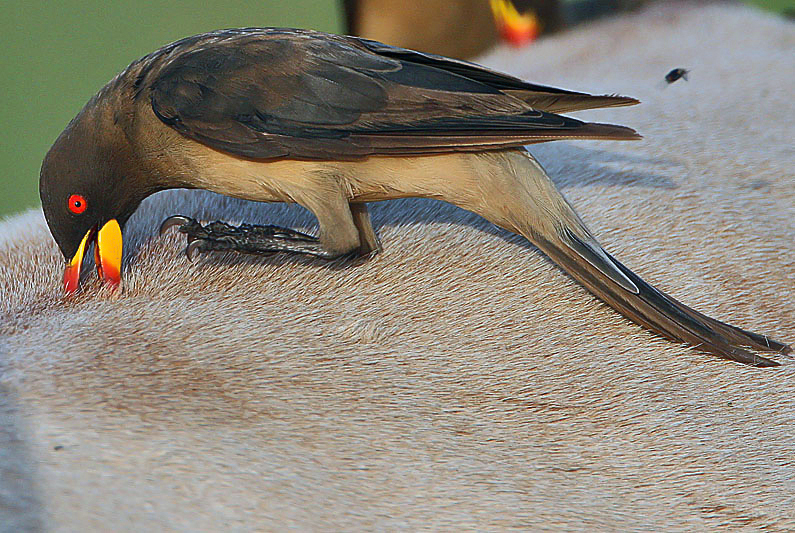
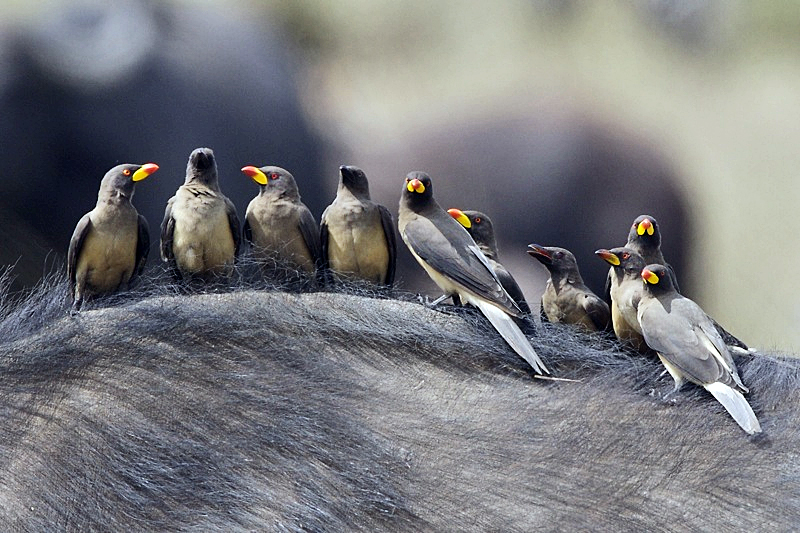
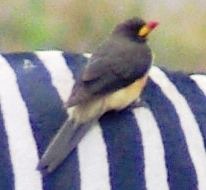